# Synagogue de Leadville
Construite en 1884, la synagogue de Leadville, dénommée Temple Israel est une des plus vieilles synagogues des États-Unis.  
Leadville est actuellement une petite ville de l'État du Colorado d'environ 2 000 habitants.

## La communauté juive de Leadville

### Création de la communauté
Depuis la fin des années 1870, jusqu'au milieu du XXe siècle, Leadville s'est développée comme une ville minière typique de l'Ouest américain. Parmi les groupes de personnes attirés par cette région minière des montagnes Rocheuses, se trouvent des nouveaux immigrants juifs, représentant toutes les strates de la société, des propriétaires de mines et riches marchands aux ouvriers itinérants et aux petits commerçants. 
La communauté juive de Leadville s'agrandit et en 1884 elle construit sa synagogue, le Temple Israel. À partir de 1873, la population de la ville minière de Leadville décroît lentement, y compris sa composante juive, en raison de la démonétisation de l'argent. 
À son apogée, la ville comptera jusqu'à 30 000 habitants dont environ 300 Juifs, soit 1 %.
Actuellement Leadville a environ 3 000 habitants et un peu moins de 100 Juifs. Aucun d'entre eux n'est un descendant des immigrants d'origine.

### La rupture entre orthodoxes et réformés
Les premiers Juifs arrivés à Leadville proviennent d'Allemagne et sont influencés par le mouvement de la Haskala, le mouvement des Lumières juif. Ils ont des pratiques assimilationnistes et pratiquent un judaïsme réformé. Les offices sont majoritairement réalisés en anglais, il n'y a pas de séparation entre les hommes et les femmes à la synagogue et l'orgue peut être utilisé pendant les offices.   
La seconde vague d'immigration vers les États-Unis, et entre autres à Leadville, provient en majorité d'Europe de l'Est, et sont beaucoup plus strict dans l'observation et la pratique religieuse. 
La population juive de Leadville se répartit donc en deux groupes, les orthodoxes qui se réunissent dans des maisons privées et les réformés qui utilisent l'Union Society Temple, situé au-dessus de magasin de vêtements de Kamak, rue East Chestnut. 
Mais comme dans de nombreuses communautés, ces différences conduisent à une scission. En 1892, les membres les plus orthodoxes fondent leur propre communauté, Kneseth Israel, et en 1893, ils occupent l'ancienne église presbytérienne située au 119 West 5e Street. Ce bâtiment existera jusqu'en 1937, date à laquelle il est rasé.  
Les deux groupes cependant agissent ensemble au sein des associations caritatives : la Hebrew Ladies' Benevolent Society (Société de bienfaisance des femmes juives), fondée en 1879, et dont la présidente est Mme Schloss. Forte de quarante membres, elle assiste les personnes en difficulté indépendamment de leur croyance; l' Hebrew Benevolent Association (Association de bienfaisance juive), fondée en 1879 et enregistrée en février 1882, elle  est présidée par Isaac Baer. Elle s'occupe des enterrements, de l'éducation des orphelins, de visiter les malades et d'aider les pauvres. Elle compte 75 membres et a durant ses trois premières années d'existence elle aura dépensé plus de 400 dollars en œuvres charitables. Elle contrôle l'Hebrew Burial Ground association (Association du cimetière juif) qui achète en 1880 un terrain pour le transformer en cimetière et l'Hebrew Sabbath school (École juive du chabbat); la Rocky Mountain Lodge No. 373, I.O.B.B. B'nai B'rith (Loge 373 des Montagnes Rocheuses du B'nai B'rith) enregistrée également en 1879. 

## La synagogue

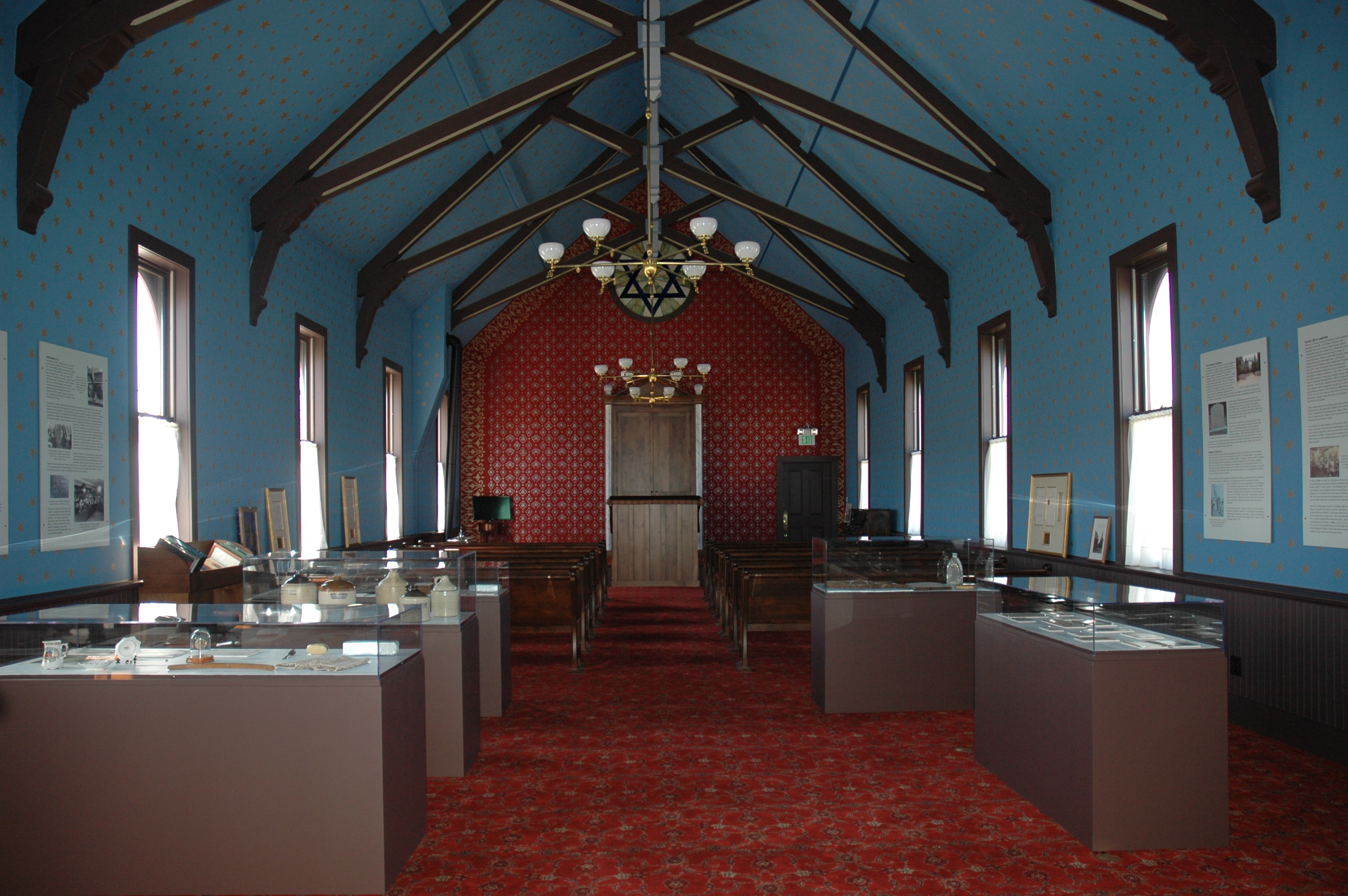
L'intérieur du Temple Israel après restauration

Le Temple Israel est probablement la plus vieille synagogue des États-Unis à l'ouest du Mississippi. Il a été construit en moins de deux mois, pendant l'été 1884, au 201 West 4th Street à Leadville. 

### Construction de la synagogue
Le 13 janvier 1884, les dirigeants juifs de Leadville se réunissent et décident de faire construire une synagogue. Pour cela, ils créent l'Association du Temple et en nomment les premiers responsables: le président est J. H. Monheimer ; le vice-président : David May ; le trésorier : Sam Berry et le secrétaire : M. Kahn. Un autre comité est formé chargé de récolter les fonds. 
Il est proposé d'ériger une synagogue en brique et pierre, pour un montant de 10 000 dollars. La situation du nouveau temple doit être aussi centrale que possible, et à moins d'un demi-bloc de l'avenue centrale. La construction devra débuter aussi vite que possible, dès que le temps le permettra. 
Le terrain situé 201 West 4th Street (à l'angle sud-ouest de la West 4th Street et de la Pine Street), dénommé alors le Millionaires' Row (rangée des millionnaires), est acquis le 13 juillet quand l'homme d'affaires et prospecteur Horace Tabor offre le terrain à la communauté pour la somme symbolique de 1 dollar.    
Le 7 août, le conseil de la communauté se réunit dans le but de choisir le maître d'œuvre parmi les nombreuses offres reçues. La moins-disante est l'offre de Mr. Robert Murdoch qui est retenue, avec pour architecte Mr George E. King.
George King est un des principaux architectes de Leadville qui entre 1878 et 1886 a conçu de très nombreux bâtiments de la ville et Robert Murdoch un des plus importants entrepreneurs de la ville. Le coût de la construction s'élève à 4 000 dollars.
Le petit bâtiment de 7,6 m de large par 22,9 m de long a été conçu en style néo-gothique en bois (carpenter gothic), typique de la région. La salle de prière d'une hauteur sous plafond de 7,4 m est éclairée pendant la journée par des fenêtres de 2,15 m de haut par environ 1 m de large, équipées de vitraux, et le soir par 50 lampes à gaz. La pièce permet d'accueillir 156 personnes assises, et les bancs sont de style moderne pour l'époque, recouverts de coussins.  
Au fond de la pièce se trouve un estrade avec un pupitre, et adossé au mur l'arche sainte dans laquelle sont conservés les rouleaux de Torah. Une galerie à l'arrière du bâtiment permet d'accueillir un chœur. 
Avant d'accéder à la salle de prière, on passe par un petit vestibule de 2,2 m de long. 
La façade à fronton triangulaire est entourée de chaque côté par deux fines tours de profil carré, avec un toit en cône pyramidal effilé.  
Les travaux débutent immédiatement après le choix de l'entrepreneur et doivent absolument être terminés pour l'inauguration le 19 septembre 1884, jour de Roch Hachana 5644. La première pierre est posée le 11 août.

### L'inauguration de la synagogue
Le rabbin Morris Sachs de Cincinnati, Ohio, récemment diplômé de l'Hebrew Union College préside la cérémonie de consécration. David May, vice-président de la communauté et président du comité de construction est absent et représenté par Isaac Baer qui présente les clefs du bâtiment à J.H. Monheimer, président de la communauté. Mr Monheimer après un court discours, cède la place au pupitre au rabbin Sachs.  
Dans son rapport aux membres de la Conregation Israel, le président Monheimer souligne :
« …Le 20 janvier 1884, notre communauté a été enregistrée et ses dirigeants actuels choisis par nos membres avec l'aide de Dieu. Avec la coopération de la  Ladies' Hebrew Benevolent society, nous avons été capables d'ériger notre lieu de culte, que nous avons eu le plaisir de voir dédicacer le 19 septembre 1884, la veille de la Nouvelle Année, et qui est un ornement non seulement pour nous israélites, mais pour notre ville et le monde en général. Tout le mérite revient aux membres qui ont agi dans les différents comités et à ceux qui ont pris grand intérêt dans sa construction et son achèvement…

C'est un plaisir de signaler que durant la construction de notre temple, la main de la providence à guider les travaux et personne n'a été blessé…
En plus, je désire signaler que les bancs du temple, à l'exception de trois, ont été vendus aux membres de la communauté, et la somme récoltée par nos frères Sonneberg et Rice se monte à 925 dollars, sans aucuns frais de collecte à la charge de notre communauté. »

### La fin de la synagogue
La communauté n'a pas de rabbin mais les offices sont tenus de façon régulière dans la synagogue par les dirigeants de la communauté jusqu'en 1908. La population juive décroissant en raison du déclin de l'industrie minière et du départ d'un grand nombre de membres de la communauté vers les grandes villes, le dernier office se déroule en 1914. Dans les années 1930, la communauté se désintègre entièrement. Le bâtiment de la synagogue va passer alors entre différentes mains. Le mobilier aurait été transféré à l'Hebrew Educational Alliance à Denver.

### Le bâtiment passe entre les mains de plusieurs propriétaires
Le 21 août 1937, Sam Levin vend le bâtiment à Steve J.Malin. Celui-ci transforme le temple en habitation et construit deux ou trois chambres à l'arrière du bâtiment. L'avant du bâtiment sert d'atelier pour la réparation de radiateurs d'automobile. Les deux tours latérales sont supprimées et le toit refait,.  
Le 25 juillet 1955, Steve J. et Anna Malin vendent le bâtiment à la Saint George Episcopal Church du diocèse du Colorado qui l'utilise comme presbytère.
Le 6 avril 1966, l'église épiscopale vend l'édifice à Sterling L. et Sharon K. Hartwig qui le divise en trois appartements. Le bâtiment est alors vendu à crédit le 10 août 1971 à James A. et Betty J. McClellen, puis le 15 décembre 1980 à Harvey/Martin Construction qui crée un quatrième appartement. 
Vendu le 1er février 1985 à Willard H. Copper, le bâtiment est acheté le 15 octobre 1992 par la Temple Israel Foundation.

### Le renouveau de la synagogue et la création d'un musée
Après l'acquisition du bâtiment par le Temple Israel Foundation, quatre subventions provenant du Colorado State Historical Fund (Fonds historique de l'État du Colorado) complètent des donations privées. La somme recueillie va servir à restaurer et le bâtiment et à reconstruire la façade qui avait été supprimée. Les travaux sont effectués pendant l'été 2001.
Le 4 mai 2006, le bâtiment est gravement endommagé par un incendie provenant d'un court-circuit électrique. La reconstruction commence en avril 2007 et les travaux sont terminés en décembre 2008. Les travaux de reconstruction sont réalisés par l'entreprise Pat Kelly Maintenance sous le contrôle du bureau d'architectes Long Hoeft.
Le Temple Israel est actuellement utilisé comme synagogue, permettant d'accueillir 84 personnes, et comme musée retraçant la vie des pionniers juifs de Leadville et de l'Ouest américain.